# 崔元孙
崔元孙（？—466年），清河郡东武城县（今河北省衡水市故城县）人，出自清河崔氏定著六房之一的清河青州房，刘宋官员。

## 生平
刘宋元嘉年间，鲁郡太守崔邪利和荥阳郡太守崔模都被北魏俘虏，崔模的儿子虽然处事有所改变，但不放弃婚姻和做官。崔邪利的儿子崔怀顺自从听说父亲陷落于北魏，当天就将感情深厚的夫人房氏送回娘家，自己穿着粗布麻衣，吃粗茶淡饭，好像守丧礼一样。大明年间，崔元孙以冀州刺史的身份出使北魏，北魏人问他说：“崔邪利和崔模都因为力量不足屈从归顺，两家的子侄行事方式却不相同，道理何在？”崔元孙回答说：“益州道路艰险，王尊驱马直进，王阳返车回转，是想要忠和孝都得到弘扬，臣节和子义都能够保全。”
泰始二年（466年），刘宋中央军讨伐沈文秀，寻阳平定后的八月，宋明帝刘彧派尚书度支郎崔元孙前往慰劳诸军，崔元孙随明僧暠作战，战败被杀，朝廷追赠崔元孙为宁朔将军、冀州刺史，崔元孙的夫人房氏携带儿子崔亮前去历城投奔崔元孙的叔父崔道固。

## 禁婚家
唐朝显庆四年，唐高宗下诏禁止包括崔元孙两个儿子后裔在内的七姓十家自己做主互相通婚。

## 家庭

### 曾祖
- 崔琼，后燕车骑属

### 祖父
- 崔辑，刘宋太山郡太守

### 父亲
- 崔修之，刘宋清河郡太守

### 兄弟
- 崔幼孙[3][6]，北魏太原郡太守

### 夫人
- 房氏[3][6]

### 子女
- 崔亮，北魏散骑常侍、镇北将军、左光禄大夫、尚书仆射
- 崔敬默，北魏奉朝请、征虏长史
- 崔敬远，庶子，北魏青州州都
- 崔氏，嫁房爱亲[17][18]
- 崔氏，生刘景安